# حكيم القبابي
كانت البداية في المسرح برفقة جمعية الستار الذهبي للفنون الدرامية ومجموعة من الطاقات التي حملت مشعل المسرح الجاد، من خلال إنجاز العديد من المسرحيات وتنظيم مهرجان المسرحية القصيرة (10 دورات)، وأكمل دراسة الإخراج السينمائي بمدينة ورزازات في المركز الأورومتوسطي للسينما والسمعي البصري (2004- 2006) على يد مجموعة من الأساتذة الإيطاليين.
عمل بعد تخرجه كمساعد مخرج مع العديد من المخرجين المغاربة والأجانب في مجموعة من المشاريع الفنية، قام بإخراج العديد من الأعمال التلفزية : مسلسل دارت ليام بجزأيه – سيتكوم دار الورثة  بجزأيه – الشريط التلفزيوني وصال  و الشريط الأمازيغي طريق الأمل و العديد من الأشرطة السينمائية القصيرة والأفلام الوثائقية والبرامج التلفزية والسيتكومات.

## أعماله

### من المسلسلات
| سنة الإنتاج | اسم المسلسل |
| ----------- | ----------- |
| 2016        | راهو وينهو  |

## وصلات خارجية
- المخرج السينمائي حكيم قبابي في دار الأطفال بتمارة لتنشيط ورشة في السينما
- حكيم القبابي وفيلمه " الممسوحون " ببنسليمان
- حكيم القبابي يفوز بالجائزة الكبرى لمهرجان السينما والإعاقة بالرباط
- “تاتَّايْت”..وِسادة حكيم قبابي تحصد الجائزة الكبرى لتافسوت 2019 بتفروات الإنتاجات السوسية خرجت خاوية الوفاض
- “تاتَّايْت”..وِسادة حكيم قبابي تحصد الجائزة الكبرى لتافسوت 2019 بتفروات (صور)